# Phytoseius swirskii
Phytoseius swirskii är en spindeldjursart som beskrevs av Gupta 1980. Phytoseius swirskii ingår i släktet Phytoseius och familjen Phytoseiidae. Inga underarter finns listade i Catalogue of Life.